# Survival
Survival är ett musikalbum av Bob Marley & The Wailers, utgivet 1979. Albumet brukar ses som det mest politiska album Bob Marley gjorde. Av lyriken framgår det att Marley insett att det inte finns något Afrika där tillvaron skulle vara en förbättring jämfört med det Amerika där slavättlingarna nu lever och har lyckats överleva. Maningen "Africa unite!" upprepas, och det står klart att något måste hända med Afrika innan en repatriering kan genomföras. Låten "So Much Trouble In The World" pekar mot problemen i Afrika i form av korruption, krig och sociala problem som råder där. Man kan tänka sig ett förbrödrat Afrika där länderna – en produkt av godtyckligt dragna gränser av europeiska koloniherrar – bildar en federation med gemensamma statsmakter, och där länderna blir delstater. Omslaget på skivan visar Afrikas alla flaggor ihop, som de såg ut när albumet släpptes (1979).

## Låtlista
Låtar utan angiven upphovsman skrivna av Bob Marley.
1. "So Much Trouble in the World" – 4:00
2. "Zimbabwe" – 3:49
3. "Top Rankin'" – 3:09
4. "Babylon System" – 4:21
5. "Survival" – 3:54
6. "Africa Unite" – 2:55
7. "One Drop" – 3:52
8. "Ride Natty Ride" – 3:53
9. "Ambush in the Night" – 3:14
10. "Wake up and Live" (Sangie Davis, Bob Marley) – 4:55

## Omslag
På albumets omslag finns 48 afrikanska flaggor, där 47 är afrikanska nationer och en är en oceanisk nation (Papua Nya Guinea). Av de 47 flaggorna, är 14 numera ej i bruk (i kursiv text)
| Kenya                                      | Angola           | Elfenbenskusten              | Etiopien                                 | Tchad                 | Egypten      | Ghana     |
| Kenya                                      | Angola           | Elfenbenskusten              | Etiopien                                 | Tchad                 | Egypten      | Ghana     |
| Senegal                                    | Sierra Leone     | Kamerun                      | Tunisien                                 | Niger                 | Nigeria      | Guinea    |
| Senegal                                    | Sierra Leone     | Kamerun                      | Tunisien                                 | Niger                 | Nigeria      | Guinea    |
| Gambia                                     | Somalia          | Republiken Övre Volta        | Zaire                                    | Guinea-Bissau         | Liberia      | Swaziland |
| Gambia                                     | Somalia          | Övre Volta (nu Burkina Faso) | Zaire (nu Demokratiska Republiken Kongo) | Guinea-Bissau         | Liberia      | Swaziland |
| Madagaskar                                 | Togo             | Moçambique                   | Centralafrikanska republiken             |                       | Seychellerna | Zambia    |
| Madagascar                                 | Togo             | Moçambique                   | Centralafrikanska republiken             | ZAPU (Zimbabwe)       | Seychellerna | Zambia    |
| Lesotho                                    | Uganda           | Algeriet                     | Mali                                     | Sudan                 | Botswana     | Marocko   |
| Lesotho                                    | Uganda           | Algeriet                     | Mali                                     | Sudan                 | Botswana     | Marocko   |
| Kongo-Brazzaville                          | Tanzania         | Burundi                      |                                          | Mauritius             | Mauretanien  | Gabon     |
| Folkrepubliken Kongo (nu Republiken Kongo) | Tanzania         | Burundi                      | ZANU-PF (Zimbabwe)                       | Mauritius             | Mauretanien  | Gabon     |
| Benin                                      | Ekvatorialguinea | Papua Nya Guinea             | Malawi                                   | São Tomé och Príncipe | Djibouti     | Rwanda    |
| Benin                                      | Ekvatorialguinea | Papua Nya Guinea             | Malawi                                   | São Tomé och Príncipe | Djibouti     | Rwanda    |

Albumstiteln finns även med på omslaget, skrivet i vitt på en planritning av ett slavskepp. På omslaget är fyra afrikanska länder utelämnade: Kap Verde, Komorerna, Libyen, och Sydafrika (Namibia hade ingen flagga, eftersom det var en sydafrikansk koloni under den här tiden.) 